# Саут-Бостон (Вірджинія)
Саут-Бостон (англ. South Boston), раніше — Бойдз-Феррі, — місто (англ. town) в США, в окрузі Галіфакс штату Вірджинія. Населення — 7966 осіб (2020).

## Історія
8 грудня 1796 року генеральна асамблея штату дала вісьмом комісіонерам дозвіл на заснування в місцевості Бойдз-Феррі, на південному березі річки Ден, містечка Саут-Бостон, названого на честь Бостона, Массачусетс. Оскільки ця територія виявилася вразливою до повеней, її згодом покинули на користь нового поселення на північному березі. До 1850-х через містечко вже проходила залізнична колія Річмонд — Денвілл, і згодом Саут-Бостон розвинувся у важливий ринок яснолистового тютюну. 1884 року поселення офіційно стало містечком; 1960 воно отримало статус незалежного міста, а 1995 знову стало містечком і повторно підпорядкувалося округу Галіфакс.
Плантація Беррі-Гілл, будинок Еванса, Фок'юріен-Гауз, Гленнмері, Ріді-Крік-Сайт, Сітон, історичний район Саут-Бостона, та Таровер занесені до списку Національного реєстру історичних місць.

## Географія
Саут-Бостон розташований за координатами 36°42′42″ пн. ш. 78°54′49″ зх. д. / 36.71167° пн. ш. 78.91361° зх. д. (36.711666, -78.913486).  За даними Бюро перепису населення США в 2010 році місто мало площу 34,07 км², з яких 33,81 км² — суходіл та 0,25 км² — водойми.

## Демографія

### Перепис 2010 року
Згідно з переписом 2010 року, у місті мешкали 8142 особи в 3351 домогосподарстві у складі 1990 родин. Густота населення становила 239 осіб/км².  Було 3866 помешкань (113/км²).
Расовий склад населення:
| - 50,2 % — чорних або афроамериканців - 46,2 % — білих - 0,6 % — азіатів - 0,2 % — корінних американців - 1,6 % — осіб інших рас |

До двох чи більше рас належало 1,2 %. Частка іспаномовних становила 2,3 % від усіх жителів.
За віковим діапазоном населення розподілялося таким чином: 24,3 % — особи молодші 18 років, 55,5 % — особи у віці 18—64 років, 20,2 % — особи у віці 65 років та старші. Медіана віку мешканця становила 41,8 року. На 100 осіб жіночої статі у місті припадало 79,2 чоловіків;  на 100 жінок у віці від 18 років та старших — 74,3 чоловіків також старших 18 років.
Середній дохід на одне домашнє господарство  становив 42 546 доларів США (медіана — 31 238), а середній дохід на одну сім'ю — 53 582 долари (медіана — 42 039). Медіана доходів становила 36 926 доларів для чоловіків та 31 688 доларів для жінок. За межею бідності перебувало 28,5 % осіб, у тому числі 37,0 % дітей у віці до 18 років та 11,2 % осіб у віці 65 років та старших.
Цивільне працевлаштоване населення становило 2814 особи. Основні галузі зайнятості: освіта, охорона здоров'я та соціальна допомога — 22,5 %, роздрібна торгівля — 22,4 %, мистецтво, розваги та відпочинок — 11,4 %, виробництво — 11,0 %.

### Перепис 2000 року
За даними перепису 2000 року, в містечку проживала 8 491 особа, було 3 502 господарств та 2 185 родин. Густота населення становила 268,3 ос./км². Було 3 946 житлових блоків із середньою густотою 124.7/км². Расовий склад містечка: 50,63 % білих, 47,25 % афроамериканців, 0,21 % індіанців, 0.48 % Азіатів, 0,51 % інших рас, а також 0,92 % людей, які зараховують себе до двох або більше рас. Іспаномовні та латиноамериканці США незалежно від раси становили 1,45 % населення.
Були 3 502 господарства, 29,0 % з них мали родини з неповнолітніми дітьми, які проживали разом з ними; 39,0 % були подружжями, які жили разом; 20,0 % мали господиню без чоловіка, і 37,6 % не були родинами. 34,9 % домогосподарства складалися з однієї особи, зокрема 16,3 % віком 65 і більше років. У середньому на домогосподарство припадало 2,26 мешканця, а середній розмір родини становив 2,90 особи.
Віковий склад населення: 23,7 % віком до 18 років, 6,7 % від 18 до 24; 25,1 % від 25 до 44; 23,9 % від 45 до 64; і 20,6 % — 65 років або старші. Середній вік жителів міста становив 41 рік. На кожні 100 жінок припадало 79,1 чоловіка. На кожні 100 жінок, віком від 18 років і старших, припадало 73,4 чоловіка.
Середній дохід домогосподарств у містечку становив $25 964, родин — $ 34 848. Середній дохід чоловіків становив $ 28 212 проти $ 20 371 у жінок. Дохід на душу населення в містечку був $ 15 872. Приблизно 15,3 % родин і 20,4 % населення перебували за межею бідності, включаючи 24,2 % віком до 18 років і 23,9 % від 65 і старших.

## Визначні особи
- Волтер Беннетт Скейтс, головний суддя Верховного суду Іллінойса та генеральний прокурор Іллінойса народився в Саут-Бостоні.
- Водії NASCAR Вард та Джефф Бертони, брати, походять із Саут-Бостона і готувалися до своєї кар'єри гонщиків на гоночному треку Саут-Бостона.
- Гравець Національної футбольної ліги Тайрон Дейвіс, який виступав за Нью-Йорк Джетс та Грін-Бей Пекерс теж походить із Саут-Бостона.
- Бейсболісти Майкл Такер, Джеремі Джеффресс та Грег Ванні народились у Саут-Бостоні.
- Роберт Левеллін (народився 29 грудня 1945 року в Роаноку), є професійним фотографом, який зростив у Саут-Бостоні, а зараз мешкає в Ерлізвіллі, Вірджинія.
- Учасник олімпійських змагань зі стрибків у висоту Тіша Воллер походить із Саут-Бостона.